# 布尤特縣 (愛達荷州)
布尤特縣（英語：Butte County）是美国爱达荷州東南部的一個縣，面積5,785平方公里。根據2020年美國人口普查，共有人口2,574人。縣治阿科（Arco）。該縣成立於1917年2月6日，縣名來自蛇河平原上、作為毛皮商和拓荒者路標的孤峰。